# Trachemys dorbigni
La tortuga morrocoyo (Trachemys dorbigni), también conocida tortuga tigre de río, es una especie de tortuga que pertenece a la familia Emydidae.
Es uno de los reptiles más amenazados por el comercio de animales salvajes en Argentina, junto con Chelonoidis chilensis. En ese país se le asignó el estado de conservación Vulnerable.

## Distribución
Es natural de Uruguay, noreste de Argentina y el sur de Brasil. Las subespecies en las que fue dividida han pasado a la sinonimia del taxón específico.

## Hábitat
Vive en prácticamente todo tipo de curso de agua dulce, aunque demuestra preferencia por los que no tienen mucha corriente.

## Temperatura
Su hábitat es templado y tropical y soportan temperaturas desde 3 °C (durante las noches de invierno) hasta 40 °C. Lo ideal es que los ejemplares de menos de 10 cm se mantengan a una temperatura constante todo el año de 26 °C. Para que brumen la temperatura debe ser menor de 15 °C.

## Apariencia

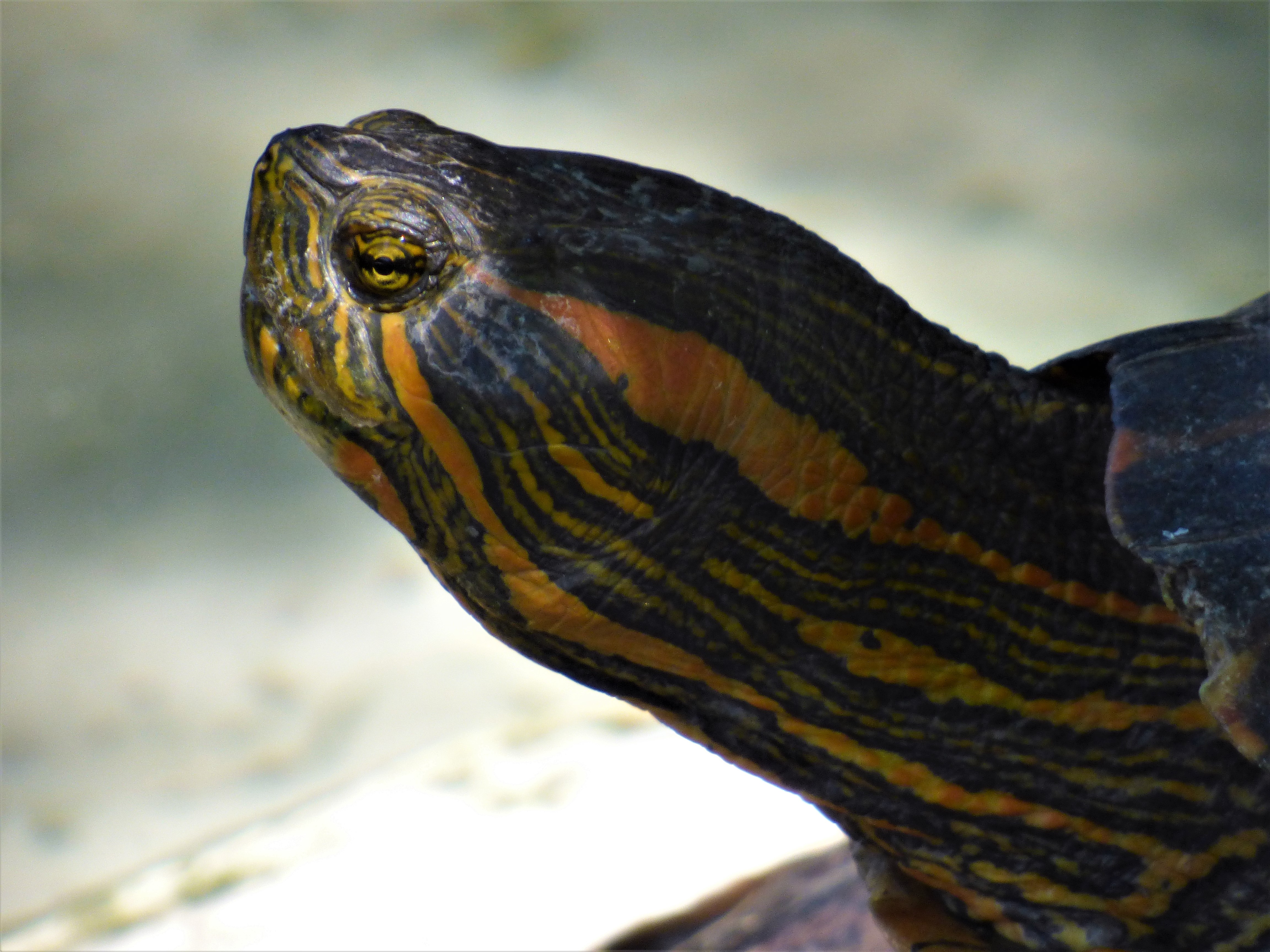
Ejemplar de Tortuga morrocoyo (Trachemys dorbigni) en Uruguay.

Es la clásica del género Trachemys. Posee un caparazón hidrodinámico. Sus dedos son bastante palmeados y con pequeñas uñas muy afiladas.
Tiene un cuerpo y caparazón verdes con dibujos amarillos o naranjas.
Posee a ambos lados de su cabeza dos enormes manchas de color amarillo por lo que es muy fácil identificar la especie. Con la edad pierden el color del caparazón y quedan casi marrones.

## Tamaño
Las hembras son más grandes y alcanzan hasta 32 cm de longitud y los machos hasta 28 cm.

## Alimentación
Son omnívoras. Cuando son jóvenes no aceptan comida vegetal pero al crecer comienzan a hacerlo. Se alimentan de crustáceos, insectos, algún pez pequeño, carroña, aves, anfibios y plantas acuáticas.

## Diferencias sexuales
Los machos ya maduros tienen la cola mucho más larga que la hembra y son más pequeños, las hembra tienen la cola más corta y son considerablemente más grandes. Los machos de esta especie a diferencia de otros no poseen enormes garras.
Es un mito que se pueden sexar por su color cuando juveniles, se ha extendido la versión de que los juveniles con coloración más naranja son machos y amarillos hembra. Pero esto es totalmente falso. No se pueden sexar hasta que alcanzan varios años de edad.

## Reproducción
Las hembras están maduras sexualmente después de alcanzar un tamaño de 15 cm y los machos a partir de los cuatro años. El cortejo se da en diciembre y enero.
Cada puesta llega a contar de seis a diecinueve huevos aunque por lo general son de ocho a catorce, una hembra de avanzada edad puede llegar a poner cincuenta huevos en una sola temporada. Algunas hembras pueden poner hasta tres veces en el mismo año. Los huevos se desarrollan entre los 26 °C y 32 °C. A partir de los 27 °C nacen hembras y por debajo machos. La incubación dura de dos a tres meses.